# Issah Abass
Issah Abass (Asokwa, 26 settembre 1998) è un calciatore ghanese, attaccante del Jedinstvo Ub.

## Caratteristiche tecniche
È un centravanti.

## Carriera
Cresciuto nelle giovanili dell'Asonkwa Deportivo, nel gennaio 2017 viene ceduto in prestito all'Olimpia Lubiana.
Esordisce il 5 marzo successivo in occasione del match di campionato perso 4-2 contro il Rudar Velenje. Al termine della stagione, dopo aver segnato 2 gol in 9 presenze, viene acquistato a titolo definitivo dal club sloveno.
Il 31 agosto 2018 viene acquistato dal Magonza, con cui firma un contratto fino al 2023.

## Statistiche

### Presenze e reti nei club
Statistiche aggiornate al 26 Settembre 2018.
| Stagione        | Squadra         | Campionato      | Campionato | Campionato | Coppe nazionali | Coppe nazionali | Coppe nazionali | Coppe continentali | Coppe continentali | Coppe continentali | Altre coppe | Altre coppe | Altre coppe | Totale | Totale | Totale |
| Stagione        | Squadra         | Comp            | Pres       | Reti       | Comp            | Pres            | Reti            | Comp               | Pres               | Reti               | Comp        | Pres        | Reti        | Pres   | Reti   |        |
| --------------- | --------------- | --------------- | ---------- | ---------- | --------------- | --------------- | --------------- | ------------------ | ------------------ | ------------------ | ----------- | ----------- | ----------- | ------ | ------ | ------ |
| 2016-2017       | Olimpia Lubiana | 1.SNL           | 9          | 2          | CS              | 1               | 0               |                    | -                  | -                  |             | -           | -           | 10     | 2      |        |
| 2017-2018       | Olimpia Lubiana | 1.SNL           | 28         | 9          | CS              | 2               | 0               | UEL                | 5                  | 3                  |             | -           | -           | 35     | 12     |        |
| ago. 2018       | Olimpia Lubiana | 1.SNL           | 4          | 0          | CS              | 0               | 0               | UCL+UEL            | 1+4                | 0+3                |             | -           | -           | 9      | 3      |        |
| Totale carriera | Totale carriera | Totale carriera | 41         | 11         |                 | 6               | 3               |                    | 7                  | 3                  |             | -           | -           | 54     | 17     |        |

## Palmarès

### Club

#### Competizioni nazionali
- Campionato sloveno: 1

Olimpia Lubiana: 2017-2018
- Coppa di Slovenia: 1

Olimpia Lubiana: 2017-2018